# Shelby Houlihan
Shelby Houlihan (Sioux City, 8 febbraio 1993) è una mezzofondista statunitense, ha partecipato ai Giochi olimpici estivi di Rio de Janeiro 2016, sta scontando una squalifica di 4 anni per doping.

## Biografia
È stata trovata positiva al Nandrolone ad un test antidoping nel dicembre del 2020. A giugno 2021 è stata squalificata per 4 anni fino a gennaio 2025.

## Record nazionali
Seniores
- 1500 m piani: 3'54"99 ( Doha, 5 ottobre 2019)
- 5000 m piani: 14'23"92 ( Portland, 10 luglio 2020)
- Staffetta 4x1500 m: 16'27"02 ( Portland, 31 luglio 2020) Nike/Bowerman Track Club (Colleen Quigley, Elise Cranny, Karissa Schweizer, Shelby Houlihan)   [4]

## Palmarès
| Anno | Manifestazione       | Sede           | Evento       | Risultato | Prestazione | Note        |
| ---- | -------------------- | -------------- | ------------ | --------- | ----------- | ----------- |
| 2014 | Campionati NACAC U23 | Kamloops       | 800 m piani  | Oro       | 2'03"00     |             |
| 2015 | Campionati NACAC     | San José       | 1500 m piani | Argento   | 4'16"61     |             |
| 2016 | Giochi olimpici      | Rio de Janeiro | 5000 m piani | 11ª       | 15'08"89    |             |
| 2017 | Mondiali             | Londra         | 5000 m piani | 13ª       | 15'06"40    | [ 5 ] [ 6 ] |
| 2018 | Mondiali indoor      | Birmingham     | 1500 m piani | 4ª        | 4'11"93     | [ 7 ] [ 8 ] |
| 2018 | Mondiali indoor      | Birmingham     | 3000 m piani | 5ª        | 8'50"38     | [ 9 ]       |
| 2019 | Mondiali             | Doha           | 1500 m piani | 4ª        | 3'54"99     | [ 6 ]       |
| 2025 | Mondiali indoor      | Nanchino       | 3000 m piani | Argento   | 8'38"26     |             |

## Campionati nazionali
- 3 volte campionessa nazionale statunitense nei 5000 m piani (2017, 2018, 2019)
- 3 volte campionessa nazionale statunitense nei 1500 m piani (2017, 2018, 2019)
- 2 volte campionessa nazionale statunitense nei 1500 m piani indoor (2018, 2020)
- 2 volte campionessa nazionale statunitense nei 5000 m piani indoor (2018, 2020)
- 2 volte campionessa nazionale statunitense nelle 2 miglia indoor (2017, 2019)
- 1 volta campionessa nazionale statunitense nel miglio indoor (2017)

2016
- 5ª ai campionati statunitensi indoor (Portland), 3000 m piani - 9'01"11
- Argento ai trials statunitensi (Eugene), 5000 m piani - 15'06"14

2017
- Oro ai campionati statunitensi indoor (Albuquerque), Miglio - 4'45"18
- Oro ai campionati statunitensi indoor (Albuquerque), 2 miglia - 10'19"14
- Oro ai campionati statunitensi (Sacramento), 5000 m piani - 15'13"87

2018
- Oro ai campionati statunitensi indoor (Albuquerque), 3000 m piani - 9'00"08
- Oro ai campionati statunitensi indoor (Albuquerque), 1500 m piani - 4'13"07
- Oro ai campionati statunitensi (Des Moines), 1500 m piani - 4'05"48
- Oro ai campionati statunitensi (Des Moines), 5000 m piani - 15'31"03

2019
- Argento ai campionati statunitensi indoor (Albuquerque), Miglio - 4'29"92
- Oro ai campionati statunitensi indoor (Albuquerque), 2 miglia - 9'31"38
- Oro ai campionati statunitensi (Des Moines), 1500 m piani - 4'03"18
- Oro ai campionati statunitensi (Des Moines), 5000 m piani - 15'15"50

2020
- Oro ai campionati statunitensi indoor (Albuquerque), 3000 m piani - 8'52"03
- Oro ai campionati statunitensi indoor (Albuquerque), 1500 m piani - 4'06"41

## Altre competizioni internazionali
2016
- 7ª al Prefontaine Classic ( Eugene), 1500 m piani - 4'03"39

2017
- 10ª al Birmingham Grand Prix ( Birmingham), 1500 m piani - 4'06"22
- 8ª al Herculis ( Monaco), 3000 m piani - 8'37"40

2018
- Oro al Prefontaine Classic ( Eugene), 1500 m piani - 3'59"06
- Oro all'Athletissima ( Losanna), 1500 m piani - 3'57"34
- Argento al Memorial Van Damme ( Bruxelles), 1500 m piani - 3'58"94
- Argento in Coppa continentale ( Ostrava), 1500 m piani - 4'16"36

2025
- 13ª al Prefontaine Classic ( Eugene), 1500 m piani - 4'02"38